# 임지은
임지은(林志恩, 1973년 2월 27일 ~ )은 대한민국의 배우로, 1996년 KBS 한국방송공사 특채 연기자로 데뷔하였다. 본관은 나주 임씨이다. 

## 학력
- 금란여자고등학교 졸업
- 서울예술전문대학 영화학과 졸업
- 상명대학교 연극영화학과 졸업

## 연기 활동

### 드라마
- 1996년 KBS1 청소년드라마 《신세대 보고 어른들은 몰라요》
- 1996년 KBS2 청소년드라마 《스타트》
- 1997년 KBS2 10부작 월화 미니시리즈 《스타》
- 1997년 KBS2 수목 특별기획 드라마 《그대 나를 부를 때》
- 1997년 KBS1 TV소설 《모정의 강》
- 1998년 KBS2 코믹 오피스 드라마 《싱싱 손자병법》
- 1998년 KBS2 월화 미니시리즈 《킬리만자로의 표범》
- 1998년 KBS2 주말연속극 《종이학》
- 1999년 KBS2 2부작 월화드라마 《아름다운 비밀》
- 1999년 KBS1 TV소설 《당신》
- 1999년 MBC 저녁 일일시트콤 《남자 셋 여자 셋》 ... 단역
- 1999년 KBS1 tv소설 《누나의 거울》
- 2000년 MBC 월요 시트콤 《세 친구》 ... 단역
- 2000년 SBS 아침 일일연속극 《용서》 ... 고주희 역
- 2000년 KBS 드라마시티 《날개》 ... 송나연 역
- 2001년 KBS1 TV소설 《매화연가》 ... 인애 역
- 2001년 MBC 저녁 일일연속극 《매일 그대와》 ... 유선미 역
- 2001년 MBC 단막극 베스트극장 《담배가게 아가씨》 ... 선정씨 역
- 2002년 MBC 단막극 베스트극장 《얼음 마녀 장례식에 와주세요》 ... 이지숙 역
- 2002년 KBS2 저녁 일일연속극 《결혼합시다》 ... 문여경 역
- 2002년 MBC 아침 일일연속극 《황금마차》 ... 황유정 역
- 2002년 MBC 월화 미니시리즈 《어사 박문수》 ... 이연희 역
- 2003년 MBC 단막극 베스트극장 《혼자 우는 사랑》 ... 미령 역
- 2003년 KBS2 단막극 드라마시티 《첫사랑 완결편》 ... 김혜영 역
- 2003년 KBS2 단막극 드라마시티 《디스코의 여왕》 ... 도금봉 역
- 2003년 SBS 저녁 일일연속극 《흥부네 박터졌네》 ... 박미리 역
- 2004년 MBC 특집 드라마 《나의 숨은 사랑》 ... 박찬주 역
- 2004년 MBC 월화 특별기획 드라마 《영웅시대》 ... 강혜영 역
- 2005년 MBC 아침 일일연속극 《김약국의 딸들》 ... 김용빈 역
- 2005년 MBC 주말연속극 《사랑찬가》 ... 백소라 역
- 2006년 MBC 주말 미니시리즈 《발칙한 여자들》 ... 김은영 역
- 2008년 KBS2 설 특집극 《新 부부의 탄생》 ... 은정 역
- 2008년 SBS 드라마 스페셜 《바람의 화원》 ... 정순왕후 역
- 2008년 MBC 아침 일일연속극 《하얀 거짓말》 ... 홍나경 역
- 2010년 KBS2 월화 미니시리즈 《공부의 신》 ... 특별반 언어영역 선생님 이은유 역
- 2010년 SBS 저녁 일일연속극 《세 자매》 ... 강미란 역
- 2010년 KBS2 수목 특별기획 드라마 《프레지던트》 ... 오재희 역
- 2011년 KBS2 월화 미니시리즈 《브레인》 ... 홍은숙 역
- 2012년 KBS1 저녁 일일연속극 《별도 달도 따줄게》 ... 박나래 역
- 2012년 KBS2 월화 미니시리즈 《빅》 ... 강희수 역 (특별출연)
- 2013년 KBS1 저녁 일일연속극 《지성이면 감천》 ... 최일영 역
- 2014년 MBC 수목 미니시리즈 《앙큼한 돌싱녀》 ... 왕지현 역
- 2014년 KBS2 단막극 드라마 스페셜 - 《곡비》 ... 도화 역
- 2014년 MBC 저녁 일일연속극 《소원을 말해봐》 ... 조명희 역
- 2014년 KBS2 수목 특별기획 드라마 《왕의 얼굴》 ... 의인왕후 박씨 역
- 2015년 KBS2 월화 미니시리즈 《너를 기억해》 ... 현지수 역
- 2016년 KBS2 TV소설 《내 마음의 꽃비》 ... 천일란 역
- 2016년 SBS 저녁 일일연속극 《당신은 선물》 ... 공을숙 역
- 2018년 MBC 저녁 일일연속극 《용왕님 보우하사》 ... 마재란 역
- 2019년 JTBC 월화 미니시리즈 《꽃파당: 조선혼담공작소》 ... 임씨 부인 역 (특별출연)
- 2023년 ~ 2024년 KBS2 주말연속극 《효심이네 각자도생》 ... 양희주 역

### 영화
- 1999년 《하우등》 ... 주경 역
- 2000년 《배니싱 트윈》 ... 정화 역
- 2002년 《패밀리》 ... 동구 신부 역
- 2002년 《복수는 나의 것》 ... 류 누나 역
- 2007년 《바르게 살자》 ... 김성미 역
- 2008년 《걸스카우트》 ... 성혜란 역
- 2013년 《화이: 괴물을 삼킨 아이》 ... 영주 역

## 연기 외 활동

### 텔레비전 프로그램
- 2017년 MBC 《은밀하게 위대하게》
- 2019년 SBS 《미운우리새끼》 게스트 특별출연

## 수상 및 후보
| 연도 | 시상식       | 부문                   | 작품      | 결과 |
| ---- | ------------ | ---------------------- | --------- | ---- |
| 2002 | MBC 연기대상 | 신인상                 | 황금마차  | 수상 |
| 2010 | SBS 연기대상 | 연속극부문 여자 조연상 | 세 자매   | 수상 |
| 2010 | KBS 연기대상 | 여자 조연상            | 공부의 신 | 후보 |

## 홍보대사
- 2007년 광주왕실도자기축제 홍보대사